# Gungrave (anime)
A Gungrave (ガングレイヴ; Gangureivu) japán animesorozat, amely a megegyező nevű, Naitó Jaszuhiro által készített videójátékon alapszik. A sorozatot Curu Tosijuki rendezte Kuroda Jószuke forgatókönyvéből, a produceri teendőket a Madhouse Studios látta el.
A sorozat Brandon Heat és Harry MacDowell felemelkedését követi figyelemmel a Millenion nevezetű bűnszövetkezet ranglétráján.
A Gungrave-et a TV Tokyón vetítették 2003. október 6-ától 2004. március 29-éig, összesen huszonhat epizódot ért meg. A Gungrave videójátékhoz, valamint annak folytatásához, a Gungrave: Overdose-hoz hasonlóan, a sorozat zenéjéről is Imahori Cuneo gondoskodott; ebbe a nyitózene is beleértendő.
2003-ban a Geneon Entertainment, hivatalosan Pioneer Entertainment, megvásárolta a Gungrave észak-amerikai sugárzási jogait. Magyarországon eleddig még egyetlen televíziós csatorna sem tette ezt meg.

## Cselekmény
A Gungrave cselekménye 30 évvel az után indul, hogy Brandon Heatet elárulta a legjobb barátja, Harry MacDowell. Újjászületése után "Beyond the Grave"-ként, azaz Sírontúliként ismerik őt, aki bosszúhadjáratot kezd a bűnszervezet ellen. Az első rész után a sorozat visszatér Brandon fiatalkorára, és innentől kezdve időrendi sorrendben következnek a részek, melyekből megtudhatjuk, hogyan emelkedett Brandon és Harry egyre feljebb az alvilágban, valamint megismerhetjük a körülményeket, melyek a végzetes nézeteltérésükhöz vezettek.

## Szereplők
Brandon Heat
Szinkronhangja: Szeki Tomokazu (japán); Kirk Thornton (angol)
Kisstílű bűnöző, aki egy bandában van a legjobb barátjával, Harry MacDowellel, továbbá három másik közeli barátjával. Miután megölik az egyik bajtársukat, Brandon és Harry csatlakozik a Big Daddy által vezetett Millenion bűnszövetkezethez. Brandon a Millenion-tag Bear Walken keze alá kerül, aki tisztogatónak (bérgyilkosnak) képezi őt, ezzel alakítva végső soron az ő saját elit tisztogatóosztagát a Millenionon belül, melynek neve "True Graves".
Míg Harry az árulásaival lassan hatalomhoz jut, Brandon hűséges marad a bűnszövetkezethez. Brandon összeütközésbe is kerül emiatt Harryvel, de végül nem bírja rászánni magát, hogy megölje a barátját. Ehelyett Harry öli meg Brandont, amíg az tétovázik. Ám Dr. Tokioka újjáéleszti Brandont mint "Beyond the Grave". Innentől kezdve az a célja, hogy elpusztítsa a szervezetet, amelynek egykor dolgozott, illetve a barátját, aki elárulta őt. Az anime végén Brandon a régi barátságból származó érzelmektől hajtva inkább megvédi Harryt, semmint megölje őt. Finoman utalnak rá, hogy valószínűleg másodszor és egyben utoljára nyugszik békében, amikor Mika végül megérkezik.
Harry MacDowell
A felnőtt Harry szinkronhangja: Iszobe Cutomu (japán); Tom Wyner (angol)
A fiatal Harry szinkronhangja: Hamada Kendzsi (japán); Tony Oliver (angol)
Harry MacDowell mindig is igazi szabadságra vágyott. Már fiatalkorában sem bírta elviselni, ha visszatartották őt vagy megmondták neki, mit tegyen. Nagyravágyását arra használja, hogy a legjobb barátja, Brandon Heat segítségével, magasabbra emelkedjen a Millenion ranglétráján. Türelmetlen természeténél fogva Harry kiforralja magában a Millenion vezérének, Big Daddynek a meggyilkolását, amikor már nem tud előrébb lépni a szervezetben.
Ahogy Harry álmai valóra válnak, kezd elmenni az józan esze. A tétovázás legcsekélyebb jelét is árulásnak tekinti, az árulást pedig halállal bünteti. A szabadság utáni kutatásában sikerül megölnie Big Daddyt, akárcsak több száz másik embert, amivel kiérdemli a "Bloody Harry" (Véres Harry) elnevezést. Az egyik áldozata Brandon Heat. Harminc évvel később Harry Big Daddy lányát, Aszagi Mikát tűzi ki következő célpontjául. Ám Brandon visszatér a sírból (innen a "Beyond the Grave" elnevezés), hogy megvédje őt, és a két legjobb barát közül csupán az egyik élheti túl.
Aszagi Maria
Szinkronhangja: Inoue Kikuko (japán); Michelle Ruff (angol)
Maria egy aranyos, kedves lány az utcából, Brandon rosszfiús képének az ellentéte. A sorozat folyamán Maria világosan kinyilvánítja az érzéseit Brandon felé. Amikor elfogadja Aszagi úr ajánlatát, hogy vele éljen Jester bácsikája halála után, Mariának sejtelme sincs róla, hogy Big Daddynek, a Millenion fejének az otthonába költözik. Brandon követi őt és abban a reményben csatlakozik a Millenionhoz, hogy közel maradhat hozzá, és egy darabig ez működik is.
A kapcsolatuk akkor porlad szét, amikor Brandonból tisztogató lesz. A sok megölt ember miatt Brandon egyre nehezebbnek találja, hogy Maria szemébe nézzen, és hamarosan teljesen fel is hagy a látogatásaival. Maria végül rájön, hogy mi történik, és ekkor az erős akaratú nő elhatározza, hogy szembeszáll a férfival, akit szeret.
Aszagi Mika
Szinkronhangja: Szakuma Kumi (japán); Kari Wahlgren (angol)
Big Daddy és Maria lánya. Az otthonában lezajlott incidens után Maria arra utasítja őt, hogy Brandontól kérjen védelmet. A sorozat folyamán sok nehézségen megy keresztül, ahogy egymás után kell végignéznie a hozzá közel állók halálát. A személyisége alapvetően hasonlít Mariáéhoz, ez abból is látszik, hogy a sorozat vége felé arra kéri Brandont, hagyjon fel a bosszújával és meneküljenek el kettesben.
Hogy megakadályozza Brandont abban, hogy elmenjen és kimerítse a testét, a 24. részben bevallja neki, hogy szereti őt, és könyörögve kéri, hagyjon fel a bosszúval és meneküljön el vele. Brandon azonban azt mondja, menjen tovább nélküle, mivel ő már nem tartozik az élők közé, azzal leüti őt. Az utolsó részben Mika teljesen megszabadul a Milleniontól, valamint láthatjuk, amint kétségbeesetten keresi Brandont.
Dr. Tokioka
Szinkronhangja: Kijokava Motomu (japán); William Frederick Knight (angol)
Az a tudós, aki nekrolizációnak nevezett regenerációs eljárást kifejlesztette. Ez lényegében a halottak feltámasztása. Amikor Mika odamegy hozzá, arra használja az eljárást, hogy Grave-et visszahozza az életbe.
Big Daddy
Szinkronhangja: Kajumi Iemasza (japán); Michael McConnohie (angol)
A Millenion alapítója és vezére. Azért hozta létre a szervezetet, hogy megvédje a városát és a "családját". Még Brandon későbbi millenioni karrierje előtt köteléket alakít ki vele, aminek az lesz a következménye, hogy Brandon, a férfi és a szervezet iránti hűségből, lemond Mariáról Big Daddy javára. Big Daddyt Harry ölte meg féltékenységből.
Bear Walken
Szinkronhangja: Ótomo Rjúzaburó (japán); Beau Billingslea (angol)
A Millenion tisztogatója, és egyben Big Daddy szűk baráti körének egyik legidősebb tagja. A lánya (aki romantikus érzelmeket táplál Harry iránt) érdekében a szervezettel marad, miután Harry lesz a Millenion vezére. Később a feltámadt Brandon öli őt meg, miután a házába invitálta Brandont egy halálos párviadalra.
Bob Poundmax
Szinkronhangja: Csafúrin (japán); Doug Stone (angol)
A hajdan sovány Bob az idő előrehaladtával egy terebélyes, kórosan elhízott hírszerzővé válik, Brandonnal és Harryvel együtt emelkedik a Millenion ranglétráján. Miután Harry lesz a szervezet feje, a Nagy Négyes egyikeként ülésezik Harry irányítása alatt. A módszer tökéletesítése után belőle alkotják meg a második "Superiort", és ő az első, aki szembeszáll a Sírontúlival. Brandon keze által hal meg.
Balladbird Lee
Szinkronhangja: Kojaszu Takehito (japán); Steven Blum (angol)
Bob Poundmax legjobb barátja. Az életével tartozik Harrynek, ugyanis kiderült róla, hogy a Lightningnak, egy rivális csoportnak dolgozik, amelynek a bátyja, Cannon Vulcan is a tagja. Harry mégis megbocsát Balladbirdnek, megengedve neki, hogy a Millenionnál maradjon a hűségéért cserébe. Bob haláláról értesülvén Lee elrabolja Mikát, és ennek során megöli a lány két testőrét. Lee végül a metróalagútban leli halálát Brandon Anti-Superior golyói által.
Kugasira Bundzsi
Szinkronhangja: Tacsiki Fumihiko (japán); Lex Lang (angol)
Kugasira Bundzsi a gyilkolásban mutatott képességeivel kiérdemelte a "Madness" (Veszettség) becenevet. Szakértő mind fegyverekkel mind anélkül. Különös erkölcsi érzékei vannak. Bérgyilkosként természetesnek tartja, hogy megöljön másokat, de ezzel egy időben erős hűséget mutat a barátai és a munkatársai iránt.
Bundzsi egy megbízatása alkalmával találkozik először Harry MacDowellel, melynek pont ő a célpontja. Harry megmondja Bundzsinak, hogy kihasználják őt. Habár Harry akarja felvenni Bundzsit a Millenionba, valójában Brandon győzi meg őt a csatlakozásról. Brandon egy fegyvertelen küzdelemben megveri Bundzsit, akit attól fogva közeli társként tekint Brandonra. Bundzsi sok embert hív "aniki"-nek (báty, tesó), de érzékelhető, hogy akkor gondolja igazán komolyan, amikor Brandont szólítja úgy. Ez a kötelék az, ami miatt olyan nehéz szembenéznie Grave-vel.

## Epizódok
| #  | Epizód címe                                                                                                 | Első japán sugárzás |
| -- | --- | ------------------- |
| 1  | Destroyer in the Dusk Taszogare no hakai-sa (黄昏の破壊者; Hepburn: Tasogare no hakai-sha)                  | 2003. október 6.    |
| 2  | Young Dogs                                                                                                  | 2003. október 13.   |
| 3  | Rain | 2003. október 20.   |
| 4  | Go | 2003. október 27.   |
| 5  | Millennion                                                                                                  | 2003. november 3.   |
| 6  | Big Daddy                                                                                                   | 2003. november 10.  |
| 7  | 5 Years Later                                                                                               | 2003. november 17.  |
| 8  | Family | 2003. november 24.  |
| 9  | Dispute | 2003. december 1.   |
| 10 | Conflict | 2003. december 8.   |
| 11 | Heat | 2003. december 15.  |
| 12 | Kind | 2003. december 22.  |
| 13 | Betrayal | 2003. december 27.  |
| 14 | Die | 2004. január 12.    |
| 15 | Harry | 2004. január 19.    |
| 16 | Letter | 2004. január 26.    |
| 17 | Mika | 2004. január 26.    |
| 18 | Grave | 2004. február 2.    |
| 19 | Superior | 2004. február 9.    |
| 20 | Brother | 2004. február 16.   |
| 21 | Duty | 2004. február 23.   |
| 22 | Remorse | 2004. március 1.    |
| 23 | Daughter | 2004. március 8.    |
| 24 | Last Bullet                                                                                                 | 2004. március 15.   |
| 25 | Then | 2004. március 22.   |
| 26 | Dusk of the Destroyers Hakai-sa-tacsi no taszogare (破壊者たちの黄昏; Hepburn: Hakai-sha-tachi no tasogare) | 2004. március 29.   |